# کوکی تاناکا
کوکی تاناکا (انگلیسی: Koki Tanaka؛ زادهٔ ۵ نوامبر ۱۹۸۵) موسیقی‌دان اهل ژاپن است. وی از سال ۱۹۹۸ میلادی تاکنون مشغول فعالیت بوده‌است.